# Рынок облигаций
Рынок облигаций — составная часть рынка капиталов (рынка ценных бумаг), на которой осуществляются средне- и долгосрочные заимствования. Для него характерны инструменты (векселя и облигации), по которым, как правило, выплачивается процент за фиксированный период времени и которые по условиям займа имеют срок погашения от года до 30 лет.
Под рынком в данном случае подразумевается совокупность соответствующих ценных бумаг, физических и юридических лиц, вовлечённых в сделки с этими бумагами и механизмов, делающих возможными данные сделки.

## Участники рынка облигаций
Участниками рынка облигаций являются:
- эмитенты;
- инвесторы;
- посредники (торговые и инвестиционные банки, брокеры, маркетмейкеры, финансовые консультанты)[1].

## Площадки
Большая часть сделок с облигациями и векселями осуществляется на внебиржевом рынке(OTC). Однако ими торгуют и на фондовых биржах, в частности на Лондонской (London Stock Exchange — LSE) и Нью-Йоркской (New York Stock Exchange — NYSE)
.